# أنفاليس (عوينة يغمان)
أنفاليس هي إحدى مشيخات المملكة المغربية، تتبع جغرافيا لإقليم آسا الزاك وإداريًا لعوينة يغمان. يقدر عدد سكانها بـ 683 نسمة حسب الإحصاء الرسمي للسكان والسكنى لسنة 2004.